# فخاريات

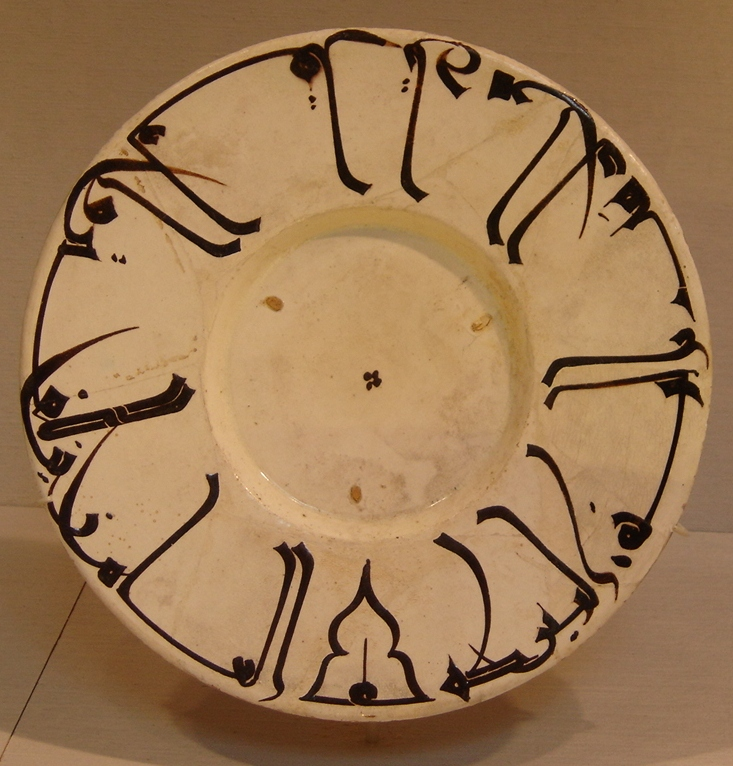
آنية خزفية مطلية ومنقوشة ومزججة. مُـؤرخـة بـالقرن العاشر، إيران. متحف نيويورك متروبوليتان للفنون.

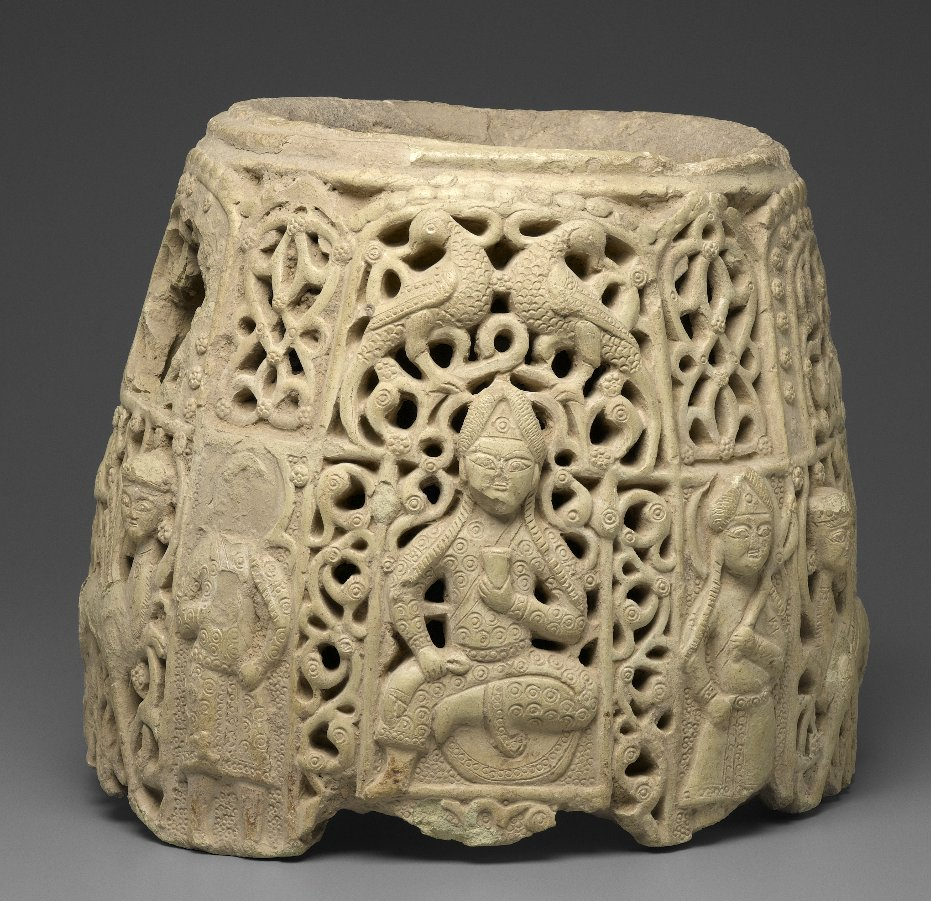
الجزء العلوي من إبريق الماء أوهاب. أوانى خزفية. أواخر القرن الثاني عشر وأوائل القرن الثالث عشر من العراق أو سوريا. متحف بروكلين.

الفخاريات أو الأواني الفخارية أو الأواني الخزفية هي فخار مُزجج مصقولاً أو غير مصقول. عادةً ما يتم حرقها في حرارة أقل من 1200 درجة مئوية (2190 درجة فهرنهايت). غالباً ما تُسمى الأوانى الخزفية الأساسية بــ الطين النضيج، كما أنها تمتص السوائل مثل الماء. ومع ذلك، يمكن جعل الأواني الخزفية غير منفذة للسوائل من خلال دهانها بطبقة سيراميك زجاجية، والموجودة لدى الغالبية العظمى من الأواني الخزفية المنزلية الحديثة. من الأنواع الهامة الأخرى الرئيسية من الفخار: الــبورسلان، بونى تشينا والخزف الحجري، يتم إحراقها في درجات حرارة عالية كافية لتزجيجها.
تشمل الأواني الخزفية معظم طوب البناء، وجميع الفخار الأوروبي تقريباً حتى القرن السابع عشر، ومعظم الأواني في: مصر، بلاد فارس والشرق الأدنى، اليونانية، الرومانية والمتوسطية، وبعض الصينية، والأواني الخزفية الجميلة التي تشكل أكبر جزء من أدوات المائدة لدينا اليوم( اليوم تعنى 1962م). يعود تاريخ الأوانى الخزفية المحروقة إلى وقت مبكر من 29,000 وحتى 25,000 قبل الميلاد، ولآلآف السنين، كان يتم فقط صُنع الفخار الخزفى، مع بعض التطور التدريجى للفخار الحجري منذ 5000 عام، واختفائه بعد ذلك على ما يبدو لبضعة آلاف من الأعوام. خارج شرق آسيا، تم تصنيع البورسلان فقط من القرن الثامن عشر الميلادي، ومن ثَم في البداية كرفاهية باهظة الثمن.
بعدما يتم حرق الأوانى الخزفية، تصير غير منفذة وغير زجاجية، أو حتى ناعمة أو قابلة للخدش بالسكين. وتصف التسمية المشتركة الخاصة بالمجتمعات الأوروبية بأن الأوانى الخزفية مصنوعة من الصلصال المختار والممزوج أحياناً بالـفلسبار وكميات متفاوتة من المعادن الأخرى، ولون أبيض أو ألوان فاتحة (مثل الرمادي الخفيف، الأصفر الشاحب، أو اللون العاجى).

## المميزات
بشكل عام، تُظهر أجسام الأواني الخزفية لدونة أعلى من معظم كُـتل الفخار، وبالتالي يسهُل تشكيلها بواسطة مكبس رام أو الرأس الدوارة أو عجلة الفخار أكثر بونى تشينا أو البورسلان.
بسبب مساميتها، يجب تزجيج الأواني الخزفية، التي تقوم بامتصاص الماء بنسبة 5-8٪، لتكون مانعة لتسرب الماء. تتمتع الأواني الخزفية بـمقاومة أقل من بونى تشينا أو البورسلان أو الخزف الحجري، وبالتالي تُصنع المواد عادةً في مقطع عرضى أكثر سمكًا، على الرغم من أنه لا يزال من السهل ترقِـيقُـها.
تُستخدم أوانى خزف الطين النضيج داكنة اللون- عادةً ما تكون برتقالية أو حمراء بسبب النسبة العالية نسبياً من أكسيد الحديد- على نطاق واسع في أواني الزهور والبلاط وبعض أدوات الزينة والأفران.

## الإنتاج
تركيبة الكُـتلة العامة للأواني الخزفية المعاصرة هي 25% كاولينيت، 25% كرة طينية، 35% مرو(معدن) و 15% فلسبار.
قد تكون الأواني الفخارية الحديثة عبارة عن فخار يتم حرقه على درجات حرارة تتراوح بين 1000 إلى 1150 درجة مئوية (1830 إلى 2100 درجة فهرنهايت)،ويتم تزجيج الخزف إلى ما بين 950 إلى 1050 درجة مئوية( 1740 إلى 1920 درجة فهرنهايت)، وهي الممارسة المعتادة في المصانع وبعض ورش صناعة الفخار. يتبع بعض خزافين الورش الممارسة العكسية، مع حرق الفخار في درجة حرارة منخفضة والتزجيج في درجة حرارة عالية. سيتم تحديد جدول الحرق من خلال المواد الخام المستخدمة والخصائص المطلوبة للأدوات الجاهزة.
تاريخيا، كانت درجات الحرارة المرتفعة هذه متعذرة في معظم الثقافات والفترات حتى العصر الحديث، على الرغم من أن الخزف الصيني كان متقدمًا بفارق كبير عن الثقافات الأخرى في هذا الصدد. يمكن إنتاج الأواني الفخارية في درجات حرارة حرق منخفضة تصل إلى 600 درجة مئوية (1112 درجة فهرنهايت) ولن يتم حرق العديد من الصلصال بنجاح فوق 1000 درجة مئوية (1,830 درجة فهرنهايت). تم حرق الكثير من الفخار التاريخي تقريباً حوالى 800 درجة مئوية (1470 درجة فهرنهايت)، مُـعطياً هامش خطأ واسع حيث لم توجد طريقة دقيقة لقياس درجة الحرارة، والظروف المتغيرة للغاية داخل الفرن.
بعد الحرق، ستتلون معظم كتل الأوانى الخزفية باللون الأبيض أو البرتقالي أو الأحمر. بالنسبة للأواني الخزفية الحمراء، تؤثر درجة حرارة الحرق على لون كتلة الصلصال. تنتج درجات الحرارة المنخفضة لون الطين النضيج الأحمر النموذجى؛ وستجعل درجات الحرارة المرتفعة الصلصال بُـني أو حتى أسود. قد تتسبب درجات حرارة الحرق المرتفعة في انتفاخ الأواني الفخارية.

## أنواع الأوانى الخزفية

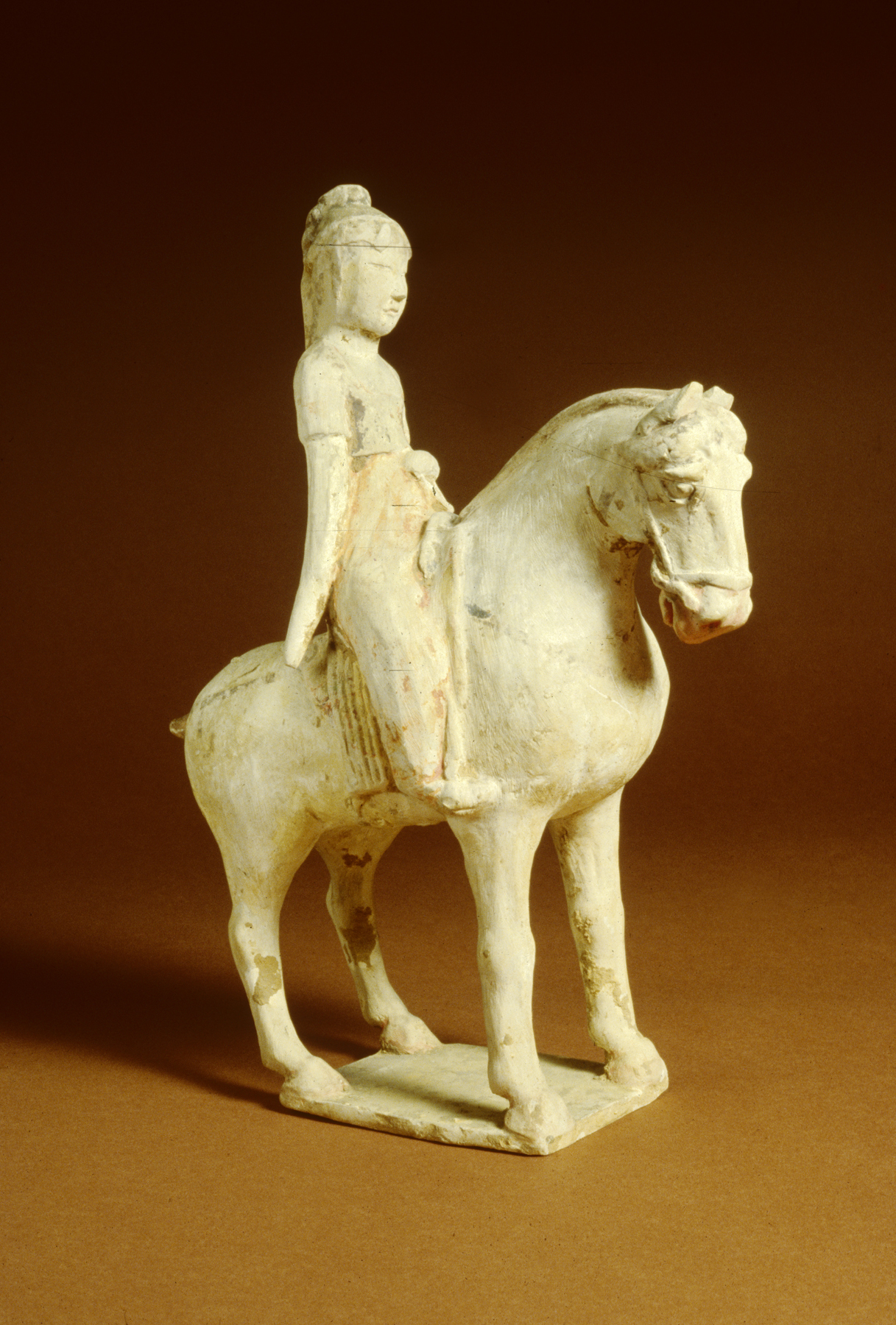
نحت قبر صيني من الخزف. متحف والترز للفنون

على الرغم من أن أنواع الفخار ذات القيمة الأكثر إرتفاعاً غالبًا ما تتحول إلى الخزف الحجري أو البورسلان؛ حيث كان يتم تطويرها بواسطة ثقافة معينة، توجد العديد من أنواع الأوانى الخزفية المهمة فنياً. جميع الفخار الإغريقي القديم والفخار الروماني القديم من الأوانى الخزفية، وكذلك الخزف الإسبانى المغربى من أواخر العصور الوسطى، والتي تطورت إلى الفخار المُـزجج بأُكسيد القصدير أو تراث فاينس فىأجزاء عديدة من أوروبا، خاصةً على نحو مرموق المايوليكا المطلية في عصر النهضة الإيطالية، والخزف الدلفى الهولندى. باستخدام التزجيج الأبيض، كانوا قادرين على تقليد البورسلين سواءً من شرق آسيا أو أوروبا.
من المحتمل أن تكون الأواني الخزفية المصنوعة والأكثر تعقيدًا على الإطلاق هي: خزف سانت بورشَير النادر للغاية من منتصف القرن السادس عشر، كما يبدو أنها صنعت للمحكمة الفرنسية.
في القرن 18، خاصة فخار ستافوردشاير الإنجليزى، مكنت التحسينات التقنية من صُنع أوانى دقيقة جدا مثل الخزف الكريمى من ودج وود، والتي تنافست مع البورسلان مع نجاحا كبيرا، وكذلك عرضت خدمة الضفدع بالأوانى الخزفية الكريمية، الخاصة بــ كاترين الثانية، أدى اختراع عمليات الطباعة المنقولة إلى أواني مزخرفة للغاية رخيصة بما يكفي لقطاعات أوسع بكثير من السكان في أوروبا.
في الصين، كانت أواني الفخار ثلاثى الألوان من الخزف المصقول بالرصاص، وكما هو الحال في أي مكان آخر، ظل الطين النضيج مهمًا للنحت. صنعت الحضارة الأتروسكانية منحوتات ضخمة كـتماثيل فيها، حيث استخدمها الرومان بشكل أساسي للتماثيل الصغيرة ونقوش كامبانا البارزة. كانت الصور الصينية أو تماثيل مقابر سلالة تانغ من الأوانى الخزفية، كما كانت التماثيل في وقت لاحق، كــتلك القريبة من الحجم الطبيعى مثل خزف ييكسيان المزجج من لوهانز. بعد إزدهار التمثال السيراميك في البورسلان الأوروبي، تبعتها تماثيل خزفيه، مثل تماثيل ستافوردشاير الإنجليزية الرائجة.
هناك عدة أنواع أخرى من الأوانى الخزفية، منها:
- طين نضيج: مصطلح يستخدم للدلالة على مجموعة عشوائية من أنواع الأشياء، بدلا من تعريفها من خلال التقنية.
- الفخار الأحمر( أمريكا)
- الخزف الفيكتوري
- خزف مصقول بـ طلاء خاص قزحي الألوان راكو( فخار يابانى)
- خزف الصين الزجاجى، مابين الأوانى الخزفية والخزف الحجرى.
- يلوواري